# Benjamin Forstner
 Benjamin Forstner (25 de marzo de 1834 - 27 de febrero de 1897), fue un armero, inventor y comerciante estadounidense de Dry Goods.

## Biografía
Forstner nació en el Condado de Beaver (Pensilvania).

## Carrera
Forstner inventó un motor eléctrico. A principios de la década de 1850, se mudó a Misuri, donde cayó bajo la influencia de los utópicos comunales William Keil. Siguió a Keil hasta el Noroeste del Pacífico en 1863, donde fundaron la colonia de Aurora en Marion County, Oregón. En 1865 Forstner se estableció en Salem, Oregon, y al año siguiente se casó con Louisa Snyder. Su único hijo era una hija adoptiva, la sobrina de Snyder. Forstner se estableció como armero. A menudo viajaba en viajes de negocios, principalmente en la costa este, incluyendo la Centennial Exhibition en Filadelfia en 1876 y la Exposición Colombina del Mundo en 1893 en Chicago, donde sus partes ganaron reconocimiento. A través de lucrativos pagos de derechos se convirtió en un rico ciudadano de Salem y propietario.

## Broca Forstner

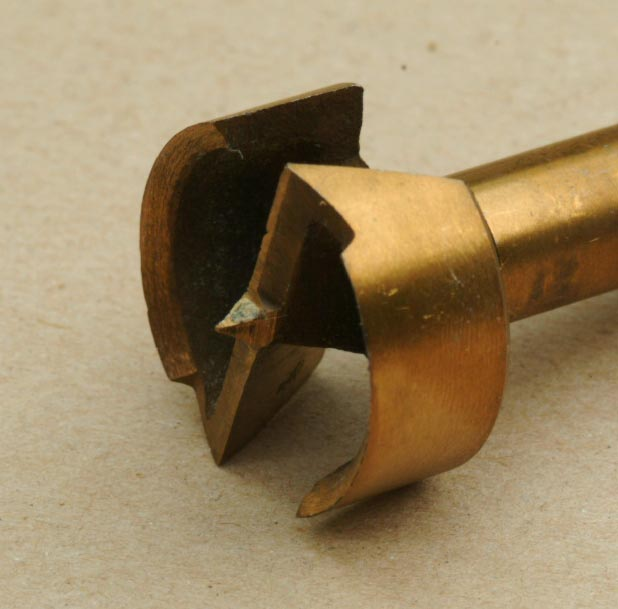
Fresa Forstner

En 1886, Forstner patentó la Broca Forstner.
La broca fue una revolución en el diseño ya que no tenía el tornillo de avance (que Forstner llamó el "punto de gimlet") ni tampoco los bordes cortantes de las brocas para taladrar madera convencionales, y, por lo tanto, resultó especialmente útil para armeros y trabajadores de la madera de alta gama. La broca fue insuperable al perforar un agujero de lado liso con un fondo plano. También era mejor que las brocas helicoidales Russell Jennings para aburrir en ángulo ya que no seguía el grano de la madera.
Forstner finalmente hizo los arreglos para la fabricación y venta de su broca con dos empresas de Connecticut: Colt's Manufacturing Company de Hartford, y Bridgeport Gun Implement Company, sucesores de Union Metallic Cartridge Company. La broca Forstner continúa siendo fabricada, aunque ha evolucionado hacia un diseño de anillo dividido. Además, las brocas Forstner modernas normalmente cuentan con un punto de avance (sin tornillo) (también conocido como "espolón central"), a diferencia del original de Forstner, aunque las brocas con borde todavía están disponibles en algunos fabricantes.

## Legado
Forstner se retiró en 1891. Su residencia y taller estaban situados en el lado oeste de Commercial Street y luego ocupados por la fábrica de lana Salem y E. F. Neff. Erigió una gran residencia en su tierra cerca del extremo norte de la calle comercial. Poseía una considerable propiedad agrícola al otro lado del río en el condado de Polk, y también poseía 160 acres (0,6 km²)de bosque cerca de Gates, en la parte superior del Santiam river.
Forstner murió en Salem, Oregon después de un brote prolongado de gripe. Fue enterrado el 2 de marzo de 1897.
Louisa murió el 12 de septiembre de 1917 a los 75 años en 265 North Commercial Street, Salem y fue enterrada en el cementerio Odd Fellows.